# Bikić Do
Bikić Do (izvirno srbsko Бикић До) je naselje v Srbiji, ki upravno spada pod Občino Šid; slednja pa je del Sremskega upravnega okraja.

## Demografija
V naselju, katerega izvirno (srbsko-cirilično) ime je Бикић До, živi 266 polnoletnih prebivalcev, pri čemer je njihova povprečna starost 40,4 let (38,3 pri moških in 42,6 pri ženskah). Naselje ima 115 gospodinjstev, pri čemer je povprečno število članov na gospodinjstvo 2,92.
Prebivalstvo je večinoma nehomogeno.
|  |

| Demografija | Demografija     | Demografija     |
| Leto        | Št. prebivalcev | Št. prebivalcev |
| ----------- | --------------- | --------------- |
|             |                 |                 |
|             |                 |                 |
|             |                 |                 |
|             |                 |                 |
| 1948        | 475             |                 |
| 1953        | 447             |                 |
| 1961        | 408             |                 |
| 1971        | 346             |                 |
| 1981        | 301             |                 |
| 1991        | 299             | 295             |
| 2002        | 336             | 336             |
|             |                 |                 |

| Etnična sestava po popisu iz leta 2002 | Etnična sestava po popisu iz leta 2002 | Etnična sestava po popisu iz leta 2002 | Etnična sestava po popisu iz leta 2002 | Etnična sestava po popisu iz leta 2002 |
| -------------------------------------- | -------------------------------------- | -------------------------------------- | -------------------------------------- | -------------------------------------- |
| Rusini                                 | Rusini                                 |                                        | 160                                    | 47,61%                                 |
| Srbi                                   | Srbi                                   |                                        | 110                                    | 32,73%                                 |
| Hrvati                                 | Hrvati                                 |                                        | 39                                     | 11,60%                                 |
| Jugoslovani                            | Jugoslovani                            |                                        | 9                                      | 2,67%                                  |
| Slovaki                                | Slovaki                                |                                        | 7                                      | 2,08%                                  |
| Madžari                                | Madžari                                |                                        | 6                                      | 1,78%                                  |
| Slovenci                               | Slovenci                               |                                        | 1                                      | 0,29%                                  |
| Romi                                   | Romi                                   |                                        | 1                                      | 0,29%                                  |
| Neznano                                | Neznano                                |                                        | 1                                      | 0,29%                                  |